# Tetragonula sapiens
Tetragonula sapiens är en biart som först beskrevs av Cockerell 1911.  Tetragonula sapiens ingår i släktet Tetragonula och familjen långtungebin. Inga underarter finns listade i Catalogue of Life.

## Bildgalleri

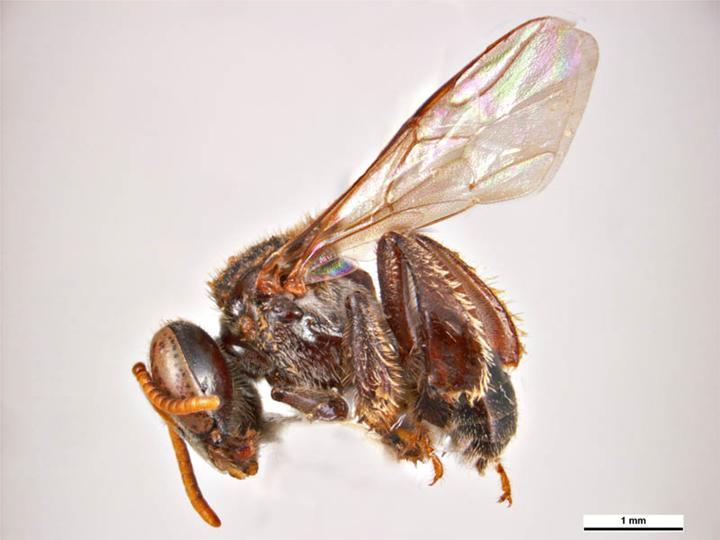
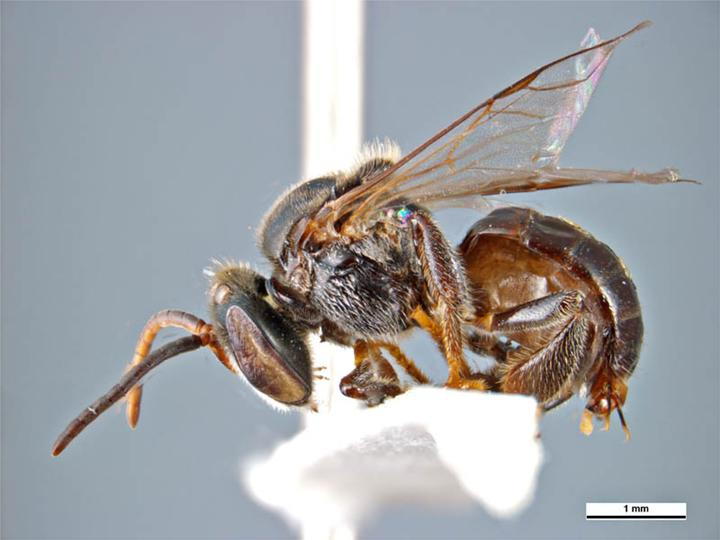